# Moshe Ivgy

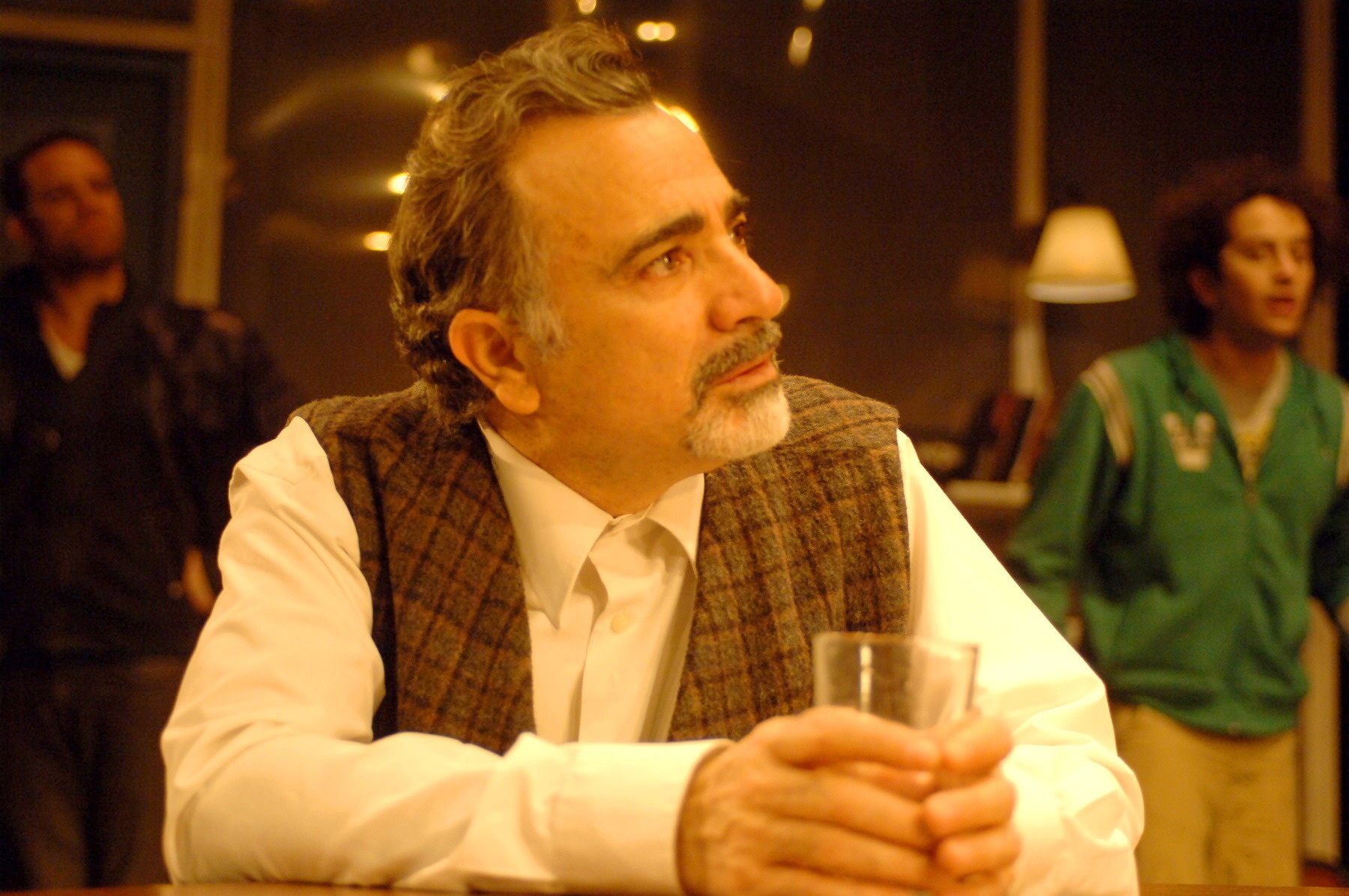
Moshe Ivgy (2009)

Moshe Ivgy (hebräisch משה איבגי; auch Ivgi; * 29. November 1953 in Casablanca, Marokko) ist ein israelischer Schauspieler.

## Leben
Moshe Ivgi war mit der Schauspielerin Irit Sheleg verheiratet, mit der er eine gemeinsame Tochter, die Schauspielerin Dana Ivgy hat. Aktuell ist er mit Orit verheiratet, mit der er zwei gemeinsame Kinder hat.

## Filmografie (Auswahl)
- 1984: Der Ambassador (The Ambassador)
- 1986: Liebe ist ein Spiel auf Zeit (Every Time We Say Goodbye)
- 1987: War Zone – Todeszone
- 1990: Shuroo
- 1991: Cupfinale (Gmar Gavi'a)
- 1992: In der Schußlinie (Gmar Gavi'a)
- 1993: Die Rache des Itzik Finkelstein (Nikmato Shel Itzik Finkelstein)
- 1994: Staatsauftrag: Mord (Les patriotes)
- 1995: Liebeskrank (Hole Ahava B'Shikun Gimel)
- 1996: Eigentor (Goal Atzmi)
- 1998: Tag für Tag (Yom Yom)
- 2000: Haboleshet Hokeret
- 2004: Medurat Hashevet
- 2004: Metallic Blues
- 2005: München (Munich)
- 2008: Rastlos (Restless)
- 2010: ...Be yom hashlishi
- 2013: Youth (Hanoar)
- 2013: Die unüblichen Verdächtigen (Hunting Elephants)
- 2015–2017: Hashoter Hatov – Ein guter Polizist (Ha-Shoter Ha-Tov)
- 2016: 90 Minuten – Bei Abpfiff Frieden (Milhemet 90 Hadakot)

## Auszeichnungen und Nominierungen
Ophir Award
- 1990: Bester Hauptdarsteller für Shuroo
- 2000: Nominierung als Bester Hauptdarsteller für Haboleshet Hokeret
- 2004: Bester Nebendarsteller für Metallic Blues
- 2004: Nominierung als Bester Hauptdarsteller für Medurat Hashevet
- 2015: Nominierung als Bester Hauptdarsteller für 90 Minuten – Bei Abpfiff Frieden